# (73531) 2003 OE5
(73531) 2003 OE5 – planetoida z pasa głównego asteroid okrążająca Słońce w ciągu 3,77 lat w średniej odległości 2,42 j.a. Odkryta 22 lipca 2003 roku.